# Timo Kotipelto
Timo Antero Kotipelto (Lappajärvi, 15 de marzo de 1969)  es un músico finlandés conocido por ser el cantante principal de la banda de power metal melódico Stratovarius, a la que se unió en 1994, además de liderar su propia banda Kotipelto.

## Biografía
Estudió canto en el conservatorio de pop/jazz de Helsinki, cantando brevemente para una banda amateur de versiones llamada Filthy Asses. En el verano de 1994, se postuló para Stratovarius, que buscaba un cantante en ese momento, y fue aceptado. Su llegada coincidió con el ascenso de la banda a la fama internacional.

En 1995 grabó Fourth Dimension, su primer álbum con la banda. A partir de ahí ha grabado hasta siete álbumes más con ella y ha actuado en numerosos festivales.
A finales de 2003, abandonó Stratovarius después de desacuerdos dentro de la banda, en particular con el guitarrista Timo Tolkki. Se reincorporó a la banda en enero de 2005, cuando grabó el álbum Stratovarius y actuó en vivo en una gira que recorrió América del Norte, América del Sur, Europa y Asia. En 2008, Timo Tolkki hizo público que él y Kotipelto tuvieron discusiones, pero que el cantante nunca había dejado realmente la banda y el anuncio de su salida fue parte de un gran truco publicitario.
En 2002, comenzó su proyecto en solitario, llamado Kotipelto, con el que ha lanzado tres álbumes: Waiting For The Dawn, Coldness y el último, lanzado el 20 de abril de 2007, Serenity.
Además de con Stratovarius y Kotipelto, también ha colaborado en el álbum Silence de la banda finlandesa Sonata Arctica, y formó parte del supergrupo Cain's Offering junto con al ex guitarrista de Sonata Arctica Jani Liimatainen. Fue la voz principal de la canción Out of the White Hole, en el álbum de 2000 Universal Migrator Part 2: Flight of the Migrator de la banda neerlandesa Ayreon.
También prestó su voz para la canción Eye of the Storm del álbum de Warmen de 2009, Japanese Hospitality.

## Discografía

### Con Stratovarius
- Fourth Dimension (1995)
- Episode (1996)
- Visions (1997)
- The Past and Now (compilación, 1997)
- Visions of Europe (en vivo, 1998)
- Destiny (1998)
- Visions Of Destiny (DVD, 1999)
- The Chosen Ones (compilación, 1999)
- Infinite (2000)
- 14 Diamonds - Best Of Stratovarius (compilación, 2000)
- Infinite Visions (DVD, 2000)
- Intermission (2001)
- Elements, Pt. 1 (2003)
- Elements, Pt. 2 (2003)
- Stratovarius (2005)
- Black Diamond: The Anthology (compilación, 2006)
- Polaris (2009)
- Polaris live (2010)
- Elysium (2011)
- Under Flaming Winter Skies (Live in Tampere - The Jörg Michael Farewell Tour) (DVD, 2012)
- Under Flaming Winter Skies – Live in Tampere (en vivo, 2012)
- Nemesis (2013)
- Nemesis Days (DVD, 2014)
- Eternal (2015)
- Best Of (2016)
- Enigma: Intermission 2 (2018)
- Survive (2022)

### Kotipelto
- Waiting for the Dawn (2002)
- Coldness (2004)
- Serenity (2007)

### Con Cain's Offering
- Gather the Faithful (2009)
- Stormcrow (2015)

### Kotipelto & Liimatainen
- Blackoustic (2012)

## Colaboraciones

### Gamma Ray
- Time To Break Free Canción en vivo (1996)

### Con Tarot
- For The Glory of Nothing (1998) – Coros en Warhead y Beyond Troy

### Con Tunnelvision
- While The World Awaits (2000) - Coros

### Timo Kotipelto y Klaus Flaming
- I Wanna Love You Tender (versión de Danny & Army) (2002)

### Con Warmen
- Beyond Abilities (2002) – Voz en Spark y Singer's Chance
- Accept the Fact (2005) – Voz en Invisible Power y 'Puppet
- Japanese Hospitality (2009) – Voz en Eye of the Storm

### Con Sonata Arctica
- Silence (2001) – Coros y último verso en False News Travel Fast
- Stones Grow Her Name (2012) – Coros

### Con Klamydia
- Seokset (2003) – Voz en Metanol Man

### Con Ayreon
- Universal Migrator Part 2: Flight of the Migrator (2000) – Voz en Out of the White Hole (M31 – Planet Y – The Search Continues)

### Monstervision Freakshow
- Welcome to Hellsinki (2007)

### Con Ella Ja Aleksi
- Takapihan Tavikset (2009) - Voz en Ronnie James Biojäteastia

### Con Leningrad Cowboys
- I Will Stay (2006)
- Let's Have A Party (2006)

### Con Amberian Dawn
- Circus Black (2012) – Voz en Cold Kiss

### Con Hevisaurus
- Räyhällistä joulua (2011) – Voz en Pieni liekki
- Bändikouluun (2019) – Voz en 100

### Con Soulspell
- The Second Big Bang (2017)
- The End You'll Only Know at the End (2017)
- Alexandria (Apocalypse version) (2017)

### Con La suma de las partes
- Vergel (2020) - Voz en Rain In The Ocean

### Con Tarja
- Feliz Navidad (2017) - Voz
- From Spirits and Ghosts (Score for a Dark Christmas) (2020) - Voz en Feliz Navidad (Barbuda Relief y Recovery Charity Version)

### Con Jani Liimatainen
- My Father's Son (2022) - Voz en Who Are We & Into The Fray